# Castelletto Merli
Castelletto Merli (Castlèt dij Merlo in piemontese) è un comune italiano di 442 abitanti della provincia di Alessandria in Piemonte.

## Storia

### Simboli
Lo stemma di Castelletto Merli è stato concesso con decreto del presidente del Consiglio dei Ministri del 5 giugno 1995.
Riprende il blasone della nobile famiglia Merli.

## Monumenti e luoghi di interesse
Edifici storici sono il Municipio, l'ex asilo Teresa Poggio a Guazzolo, le chiese di Guazzolo e Cosso e le varie chiese e chiesette delle numerose frazioni.
Sono presenti due parrocchie, quella dedicata a sant'Eusebio, situata nel capoluogo, e quella di Sant'Antonio, in frazione Guazzolo. 

## Società

### Evoluzione demografica
In cento anni il comune ha perso i due terzi della popolazione residente nel 1921, una delle diminuzioni più forti dell'intero Monferrato.
Abitanti censiti

## Infrastrutture e trasporti
L'abitato disponeva di una fermata che sorgeva nella frazione Guazzolo lungo la ferrovia Castagnole-Asti-Mortara, soppressa nel 2003; il traffico sull'intera linea è sospeso dal 2012.

## Cultura

### Eventi
Nel secondo fine settimana di giugno si festeggia la Festa dei Merli, sagra enogastronomica con annesso il Meeting interprovinciale di razza bovina Piemontese. La festa è organizzata dalla Pro Loco e con la collaborazione di altri enti e associazioni. Si svolge presso il campo sportivo comunale.
Dal 2012 si svolge il Festival di Teatro Amatoriale "Castelletto Merli Palcoscenico" organizzato dall'Associazione Io Vivo Castelletto; evento che occupa tre giorni nell'ultimo fine settimana di luglio.

## Amministrazione
Di seguito è presentata una tabella relativa alle amministrazioni che si sono succedute in questo comune.
| Periodo        | Periodo        | Primo cittadino   | Partito                     | Carica  | Note  |
| -------------- | -------------- | ----------------- | --------------------------- | ------- | ----- |
| 1º luglio 1985 | 19 maggio 1990 | Adolfo Rosmino    | lista civica                | Sindaco | [ 9 ] |
| 19 maggio 1990 | 24 aprile 1995 | Vittorio Graziano | lista civica                | Sindaco | [ 9 ] |
| 24 aprile 1995 | 14 giugno 1999 | Vittorio Graziano | centro                      | Sindaco | [ 9 ] |
| 14 giugno 1999 | 14 giugno 2004 | Gianni Clerici    | lista civica                | Sindaco | [ 9 ] |
| 14 giugno 2004 | 8 giugno 2009  | Gianni Clerici    | lista civica                | Sindaco | [ 9 ] |
| 8 giugno 2009  | 26 maggio 2014 | Ivan Cassone      | lista civica                | Sindaco | [ 9 ] |
| 26 maggio 2014 | 27 maggio 2019 | Ivan Cassone      | lista civica Spunta il sole | Sindaco | [ 9 ] |
| 27 maggio 2019 | 9 giugno 2024  | Ivan Cassone      | lista civica Spunta il sole | Sindaco | [ 9 ] |
| 9 giugno 2024  | in carica      | Ivan Cassone      | lista civica Spunta il sole | Sindaco | [ 9 ] |

## Sport

### Impianti sportivi
Il campo sportivo comunale dedicato a Pierino Cussotto (presidente storico della Pro Loco), in località Borgo San Giuseppe, accoglie un campo sintetico dove è possibile giocare a calcetto o tennis. È inoltre presente un campo da basket libero.